# ОШ „14. октобар” Обреновац
ОШ „14. октобар” Обреновац је основана 1875. 1990. школа добија зграду у којој се и данас налази.

## Историја
Основна школа „14. октобар“ у Баричу постоји већ 131 годину. На прослави прве годишњице баричке цркве, 14. октобра 1875. године, Барич је добио и своју прву школу. У темеље, зидове и под баричке цркве узидан је дио материјала Драгутиновог манастира Свети Христофор од кога су 1824. године Палежани себи саградили цркву, а преостали материјал упутили Баричу, заједно са иконостасом који је припадао топчидерској цркви, а био поклон кнеза Милоша Обреновића тадашњем Палежу, садашњем Обреновцу. Црква бива саграђена 1874. године. Следеће године саграђена је и школа.

## О школи
Настава се одвија у двије смјене. У школи је организиван продужени боравак за ученике. У склопу ваннаставних активност организован је рад секција: саобраћајна, географска, еко-планинска секција и драмска радионица.